# 地域医療機能推進機構山梨病院
地域医療機能推進機構山梨病院（ちいきいりょうきのうすいしんきこうやまなしびょういん）は、独立行政法人地域医療機能推進機構が山梨県甲府市朝日に設置する病院。通称JCHO山梨病院（ジェイコーやまなしびょういん）。

## 診療科

### 一般外来
- 消化器内科
- 循環器内科
- 脳神経内科
- 呼吸器内科
- 内分泌・代謝内科
- 血液内科
- 一般内科（新患外来）
- 病理診断科
- 麻酔科
- 放射線科
- 外科・消化器外科
- 整形外科
- 腺外科
- 婦人科
- 耳鼻咽喉科
- 肛門外科
- 皮膚科
- リウマチ科
- リハビリテーション科

### 専門外来
- 膵のう胞外来
- 脂肪肝・肝機能障害外来
- ピロリ菌・萎縮性胃炎外来
- 大腸ポリープ・便潜血外来
- 膠原病外来
- 骨粗鬆症外来
- もの忘れ外来

## 医療機関の指定・認定
（特記ない場合の出典）
| 保険医療機関                                   | 労災保険指定医療機関     | 指定自立支援医療機関（更生医療） |
| 身体障害者福祉法指定医の配置されている医療機関 | 生活保護法指定医療機関   | 結核指定医療機関                 |
| 原子爆弾被害者一般疾病医療取扱医療機関         | 特定行為研修指定研修機関 | 特定疾患治療研究事業委託医療機関 |
| DPC対象病院                                    | 救急告示病院（二次救急） |                                  |

## 交通アクセス
- JR中央本線・身延線 甲府駅北口より徒歩15分[4]